# Potoče, Preddvor
Potoče so razložena obcestna vas v Občini Preddvor.
Nad cesto, ki povezuje vas stoji grad Turn, ki je sedaj preurejen v dom ostarelih. V gradu je stanovala pesnica Josipina Turnograjska, na kar spominjata njena grobnica in spomenik pod gradom.